# Biologiedidaktik
Biologiedidaktik ist die Fachdidaktik der Biologie. Als Hochschuldisziplin wird Biologiedidaktik an Pädagogischen Hochschulen und Universitäten gelehrt. Wie die anderen Fachdidaktiken ist sie Bestandteil der Ausbildung für das Lehramt.

## Geschichte und gegenwärtiger Stand

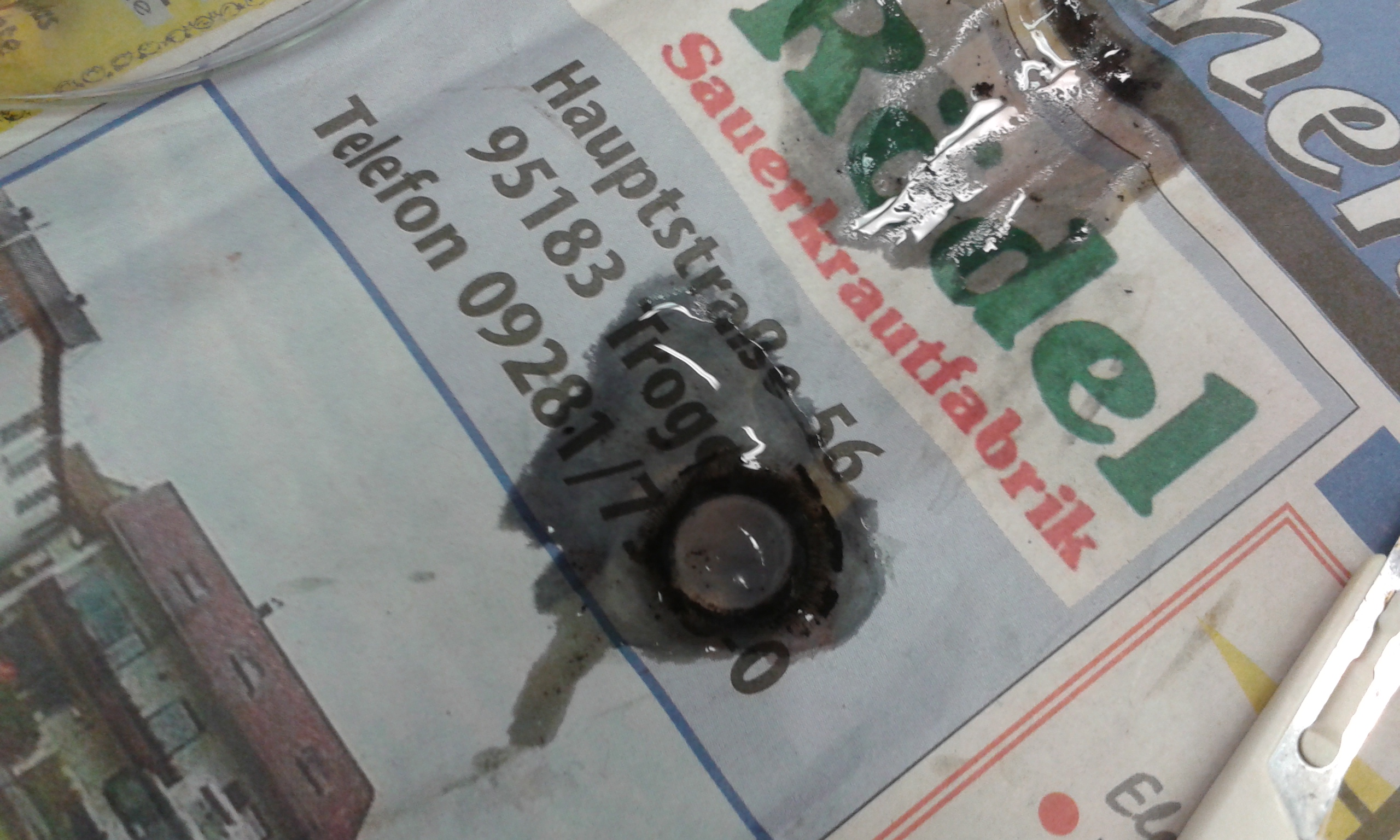
Das Sezieren von Organen ist ein Lehrinhalt für Biologieunterricht (hier wurde die Linse eines Tieres entnommen)

Den Biologieunterricht gibt es seit der frühen Neuzeit. Comenius hat für den naturwissenschaftlichen Unterricht Denk- und Arbeitsweisen eingeführt. Sein Unterrichtswerk Orbis pictus (1658) war lange Zeit das wichtigste naturkundliche Schulbuch. 1832/1836 führte August Lüben das „Linnésche System“ in den Schulunterricht ein, um die Beobachtungsfähigkeit und das logische Denken zu schulen. Im Lehrbuch von Johannes Leunis Schul - Naturgeschichte (1869) stand das Bestimmen von Pflanzen und Tieren im Vordergrund. Emil August Roßmäßler ging es um mehr Verständlichkeit und Volkstümlichkeit. Verniedlichung von Lebewesen und ihre Vermenschlichung hielten sich lange Zeit in vielen Schulbüchern. Der Lehrer Friedrich Junge (1832–1905) brachte die neuen Gedanken der Lebensgemeinschaft von Möbius in den Schulunterricht. Gegen Junge richtete sich die Schrift Über die Reformbestrebungen auf dem Gebiet des naturgeschichtlichen Unterrichts (1896), womit kindgerechte Reformbemühungen des Biologen Otto Schmeil (1860–1943) hervortraten, der 1898 erste Biologieschulbücher herausgab. Sein Leitprinzip war die funktionell–morphologische Betrachtungsweise. 1883 wurde die darwinistische Evolutionslehre für den gesamten Schulunterricht in Preußen verboten; erst 1925 wurde sie in den Lehrplan aufgenommen. Biologie wurde Pflichtfach im Oberstufenunterricht eingeführt. In der Volksschule trat auch die Gesundheitserziehung hervor, die sowohl zur Reformpädagogik als auch zur völkischen Erziehung passte. Cornel Schmitt entwickelte mit der Reformpädagogik eine Methodik der Exkursionen, auf denen die Schüler gezielt biologische Erkenntnisse gewinnen sollten. In der Erziehung während der NS-Zeit stand der Rassismus im Mittelpunkt und damit Vererbungslehre, Rassenkunde und Rassenhygiene. Otto Hermann Steche galt damals als bedeutender Schuldidaktiker. Nach 1945 trat trotz personeller Kontinuitäten wieder die Aufbereitung von biologischen Fachinhalten für Schule und Unterricht in den Mittelpunkt (didaktische Reduktion). Der gymnasiale Unterricht war stark an der Systematik der Tiere und Pflanzen orientiert. Das maßgebliche Lehrbuch in Westdeutschland wurde Linder Biologie. Konfliktfelder waren lange Zeit die Sexualkunde und (immer noch) die Evolutionslehre. Hinzu traten die Ökologie und der Naturschutz. In der DDR hatte Gerhard Dietrich eine führende Position inne. Hier waren zeitweise die Genetik und der Umweltschutz umstritten.
Im Zuge der Professionalisierung der Lehrerbildung hat sich der Forschungsschwerpunkt der Biologiedidaktik weiter gewandelt. Seit etwa den 1990er Jahren etablierte sich eine mit empirisch-sozialwissenschaftlichen Methoden forschende Wissenschaftsdisziplin. Typische Forschungsbereiche der empirisch arbeitenden Biologiedidaktik betreffen Fragen der Alltagsvorstellungen der Lernenden, Motivation, des Interesses und der Einstellung zu und an Themen des Biologieunterrichts, die Analyse von Lernprozessen u. a. auf Grundlage des pädagogischen Konstruktivismus, Untersuchung von Lehr-Lernprozessen bei Erkenntnisgewinnung und -bewertung, Expertiseforschung und Forschungen zur Unterrichtsqualität. Mit dem Modell der Didaktischen Rekonstruktion werden Entwicklungsforschung zu Fachinhalten und empirischen Forschungen zu Lernerperspektiven systematisch verbunden. So werden Forschungsergebnisse und Umsetzung in die Unterrichtspraxis methodisch kontrolliert verknüpft.
Ein wichtiges Publikationsorgan deutschsprachiger Forschungen der Biologiedidaktik ist die Zeitschrift für Didaktik der Naturwissenschaften (ZfDN), die auch anderen Didaktiken naturwissenschaftlicher Fächer offensteht. Eine Übersicht über den Stand der empirischen Forschungen und ihrer Hintergründe im deutschsprachigen Raumhaben 2007 Dirk Krüger und Helmut Vogt (1954–2006) herausgegeben.
Biologiedidaktiker der Hochschulen sind eher in der Fachsektion Didaktik der Biologie im Verband Biologie, Biowissenschaften und Biomedizin in Deutschland (VBIO) organisiert. Als wesentliche wissenschaftliche Aufgabe der Mitglieder der Fachsektion wird die Erforschung des Lehrens und Lernens von biologischem Wissen gesehen. Auf europäischer Ebene finden alle zwei Jahre Konferenzen der ERIDOB (European Researchers in Didactics of Biology) statt. Daneben gibt es den Lehrerverband MNU (er hieß früher Deutscher Verein zur Förderung des mathematischen und naturwissenschaftlichen Unterrichts und nun Verband zur Förderung des MINT-Unterrichts).
Entsprechend dem in vielen anderen Ländern abweichenden Fächerzuschnitt in der Schule finden sich internationale Forschungsbeiträge zum Feld der Biologiedidaktik oft unter dem allgemeineren Titel Science Education.

## Fachdidaktische Zeitschriften
- Praxis der Naturwissenschaften – Biologie in der Schule
- Unterricht Biologie (Friedrich Verlag)
- Der mathematisch-naturwissenschaftliche Unterricht
- Biologie in unserer Zeit
- Zeitschrift für Didaktik der Naturwissenschaften